# Alberto Borioni
Alberto Borioni (Cupramontana, 13 novembre 1923 – 31 luglio 1998) è stato un politico italiano, ex presidente della provincia di Ancona.

## Biografia
Si laureò in lettere all'Università di Roma - La Sapienza, divenendo poi insegnante di italiano e latino e successivamente preside in varie scuole della provincia di Ancona.
Si impegnò sin dal 1940 nei movimenti antifascisti clandestini: fece parte della Resistenza nella Brigata Garibaldi, ottenendo la croce al merito di guerra. In seguito curò e diresse il "Corriere Jesino" e collaborò con varie riviste e giornali, sia politici che culturali.
Impegnato in politica con il Partito d'Azione, ne divenne segretario provinciale di Ancona, segretario regionale marchigiano e membro del comitato centrale. Al suo scioglimento, nel 1947, aderì al Partito Socialista Italiano, di cui poi diventò segretario provinciale, venendo anche eletto consigliere e assessore comunale a Jesi, nel 1960 fu vicepresidente della Provincia di Ancona. Dal 2 agosto 1962 al 12 gennaio 1965 e poi ancora dal 23 dicembre 1966 al 2 agosto 1970 ricoprì la carica di sindaco di Jesi.
Nel 1970 viene eletto presidente della provincia di Ancona, venendo confermato nel ruolo anche dopo le elezioni del 1975; rimane in carica fino alle elezioni del 1978.
Dal 1981 al 1994 fu presidente della Cassa di Risparmio di Jesi.
Muore il 31 luglio 1998, all'età di 74 anni.